# Doca do Bom Sucesso

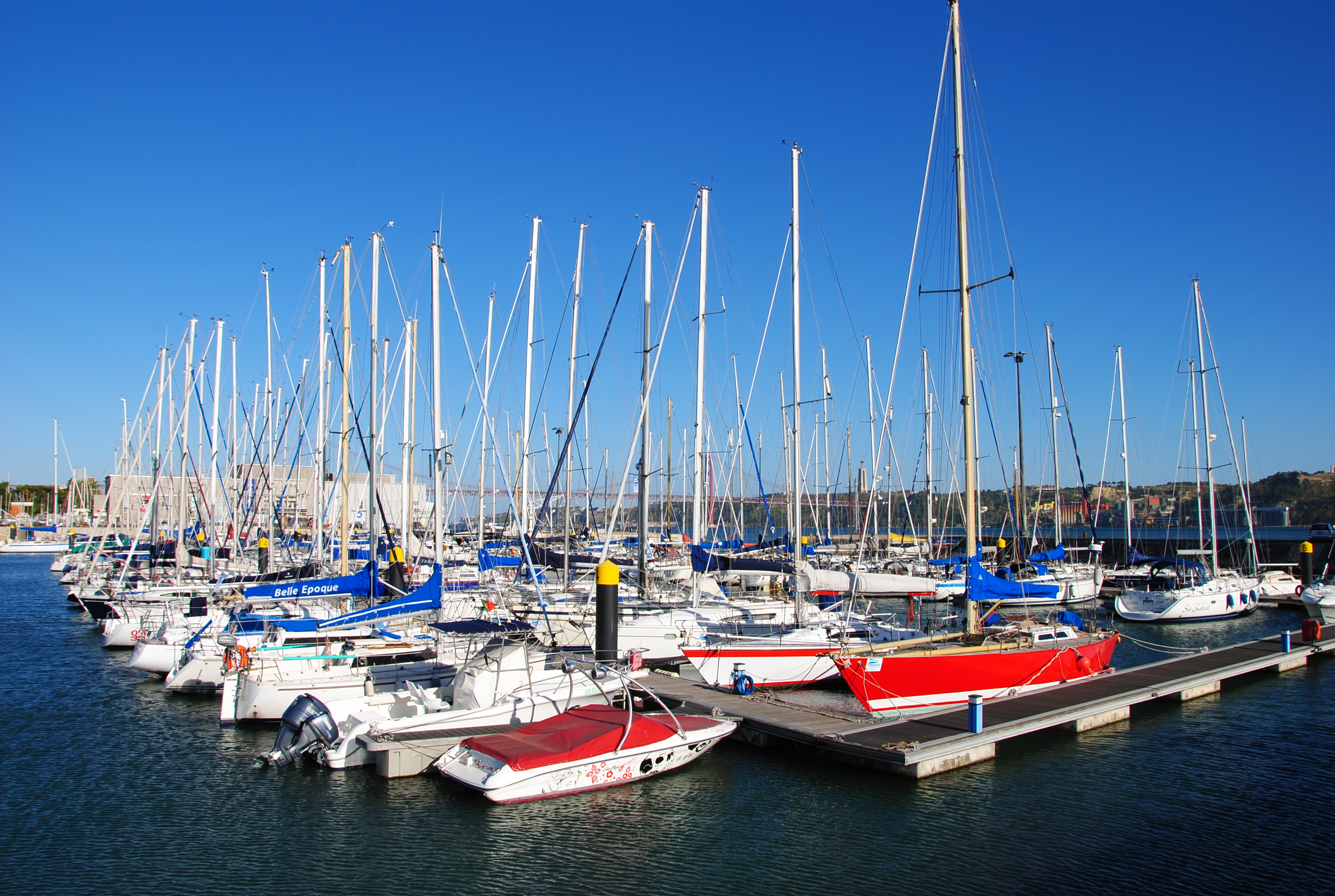
Doca do Bom Sucesso em Belém

A Doca do Bom Sucesso é uma instalação portuária, atualmente de uso misto civil e militar, situada nas imediações da Torre de Belém em Lisboa. É notável por sua importância histórica aérea e naval.

## História
A Doca do Bom Sucesso é notável pela sua importância na história aérea e naval de Portugal do século XX. Em 1917, foi transformado no Centro de Aviação Marítima de Lisboa - a primeira base aeronaval da Marinha Portuguesa - e Escola de Aviação Naval, integrados no centro de aviação marítima.

Em 1918, após reorganização da Aviação Naval, a base passa a ser designação de Centro de Aviação Naval de Lisboa, até à sua extinção em 1952.
Em 1922, parte do Centro de Aviação Naval do Bom Sucesso o voo de Gago Coutinho e Sacadura Cabral que se torna a primeira travessia aérea do Atlântico Sul, um dos maiores feitos da aeronáutica mundial.
Actualmente funciona na Doca do Bom Sucesso uma marina para embarcações de recreio. A doca serve igualmente de base a lanchas dos serviços de pilotagem do Porto de Lisboa, da Guarda Nacional Republicana e da Autoridade Marítima Nacional.

## Imagens históricas
|  |  |